# الكوكب الضائع (فلم)
الكوكب الضائع (بالبشكنشية: Unibertsolariak munduaren ertzaren bila) هو فيلم رسوم متحركة اسباني باللغة الباسكية، أُنتِج عام 2004 بواسطة باليوكو وأخرجه خوانخو إيلوردي.

## الجوائز
تم ترشيح الفيلم لجائزة الجويا لأفضل فيلم رسوم متحركة ولكن الجائزة ذهبت لفيلم بينوكيو 3000.